# Mašovice (Dolní Hořice)
Mašovice (německy Maschowitz) jsou malá vesnice, část obce Dolní Hořice v okrese Tábor v Jihočeském kraji. Nachází se asi 2,5 kilometru severozápadně od Dolních Hořic. Mašovice jsou také název katastrálního území o rozloze 3,46 km².

## Historie
První písemná zmínka o vesnici pochází z roku 1379.

## Obyvatelstvo
| Rok            | 1869 | 1880 | 1890 | 1900 | 1910 | 1921 | 1930 | 1950 | 1961 | 1970 | 1980 | 1991 | 2001 | 2011 | 2021 |
| -------------- | ---- | ---- | ---- | ---- | ---- | ---- | ---- | ---- | ---- | ---- | ---- | ---- | ---- | ---- | ---- |
| Počet obyvatel | 184  | 216  | 235  | 220  | 210  | 175  | 172  | 143  | 128  | 116  | 101  | 81   | 82   | 67   | 103  |
| Počet domů     | 21   | 21   | 22   | 24   | 25   | 27   | 33   | 36   | 36   | 30   | 29   | 36   | 41   | 41   | 43   |

## Obecní správa
Při sčítání lidu v letech 1850–1889 Mašovice byly osadou obce Dolní Hořice v okrese Tábor. V letech 1890–1929 byly osadou obce Chotčiny v okrese Tábor. V letech 1930–1960 byly samostatnou obcí v okrese Tábor. V letech 1961–1971 byly znovu částí obce Chotčiny v okrese Tábor. Od 26. listopadu 1971 jsou opět částí obce Dolní Hořice v okrese Tábor, kdy se konaly obecní volby.

## Galerie

Mašovice
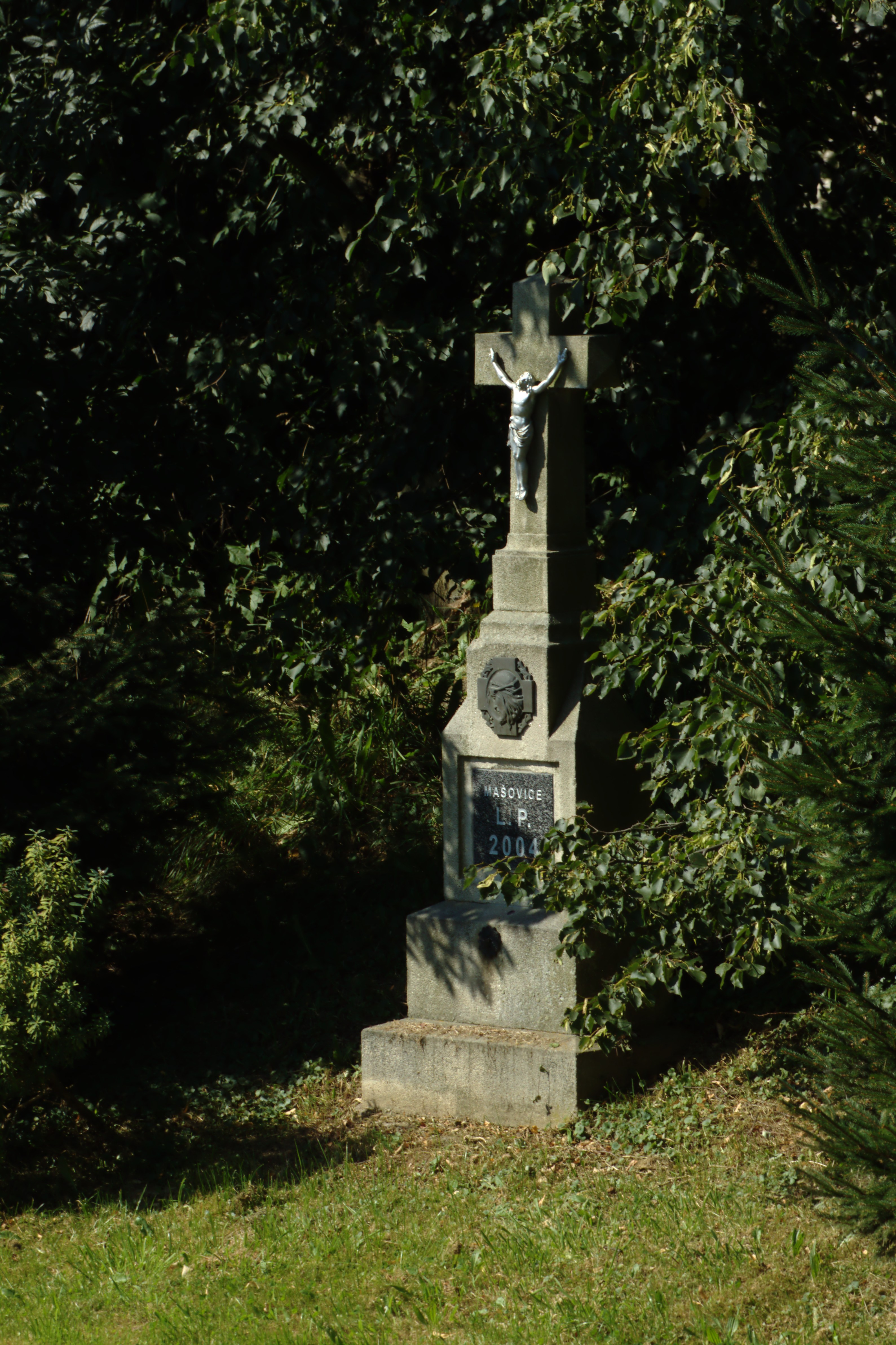
Křížek
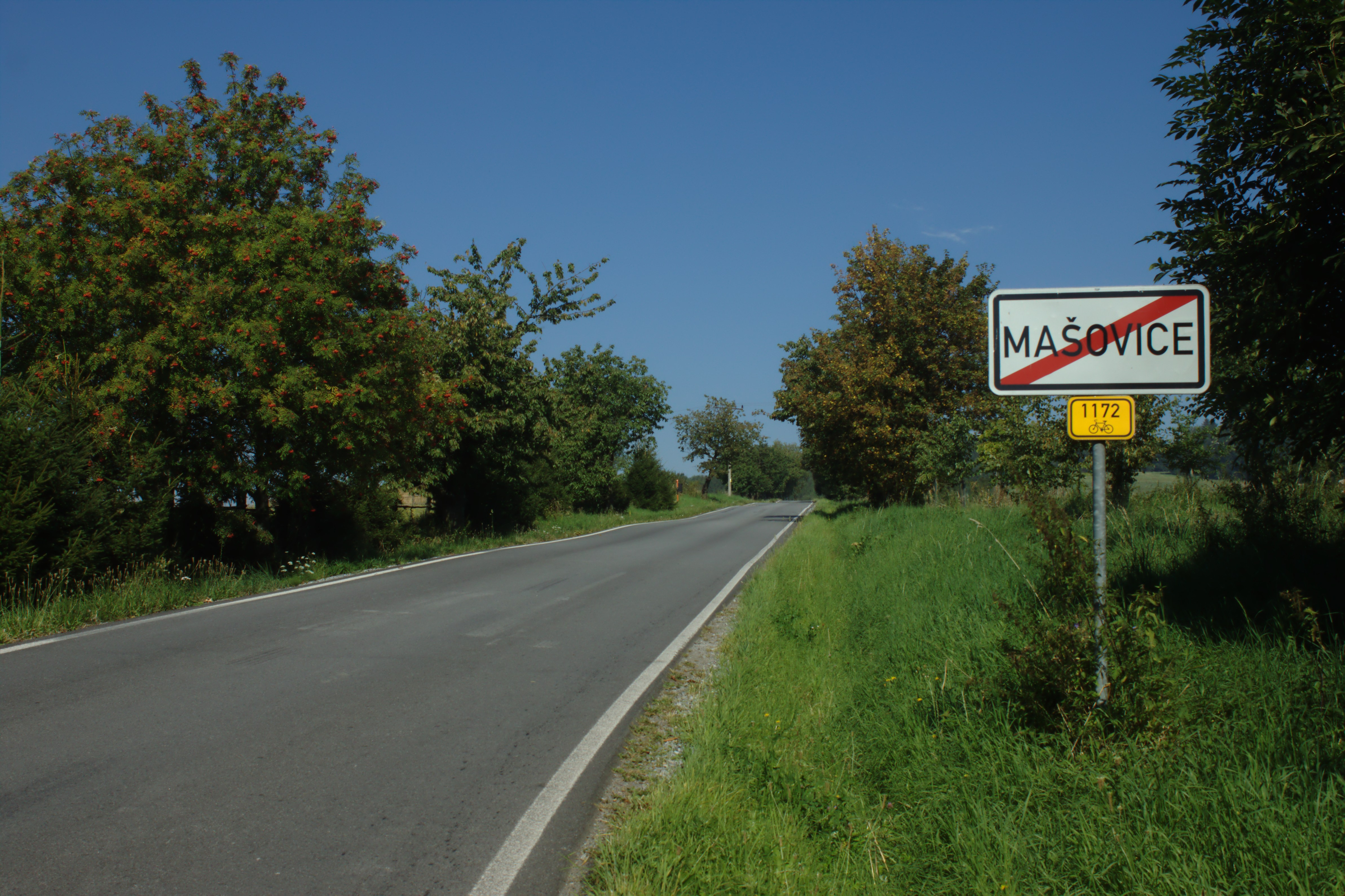
Konec obce
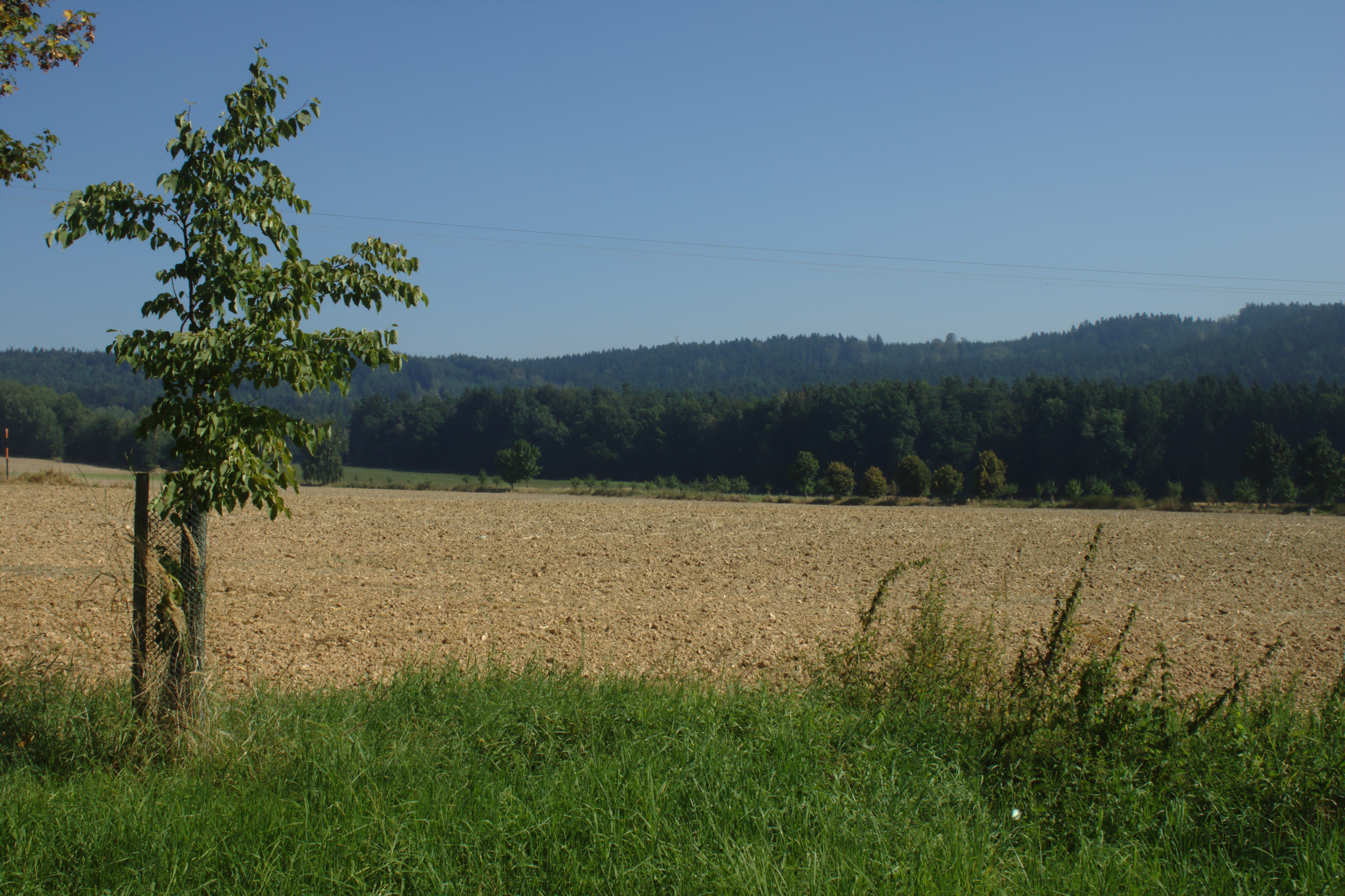
Pohled do krajiny